# 하인리히 호프만 (사진가)
하인리히 호프만(독일어: Heinrich Hoffmann, 1885년 9월 12일~1957년 12월 15일)은 아돌프 히틀러의 공식 사진작가이자 나치 정치인이자 출판인으로 히틀러의 측근이었다.
호프만의 사진은 히틀러가 자신과 나치당을 중요한 대중 현상으로 소개하려는 선전 운동의 중요한 부분이었다. 그는 히틀러의 이미지를 사용하는 모든 방법으로 인세를 받았고, 심지어 우표에도 인세가 붙었고, 이것은 그를 히틀러 통치 기간 동안 백만장자로 만들었다. 제2차 세계 대전이 끝난 후, 그는 전쟁에서 이득을 취한 혐의로 4년형을 선고받았다. 그는 연합국의 미술품 약탈 조사관들에 의해 나치의 유대인 미술품 약탈의 "주요 범죄자"로 분류되었고, 유대인들로부터 약탈된 많은 예술품들을 포함한 그의 미술품 컬렉션은 연합국에 의해 압수 명령을 받았다. 1956년 바이에른 주는 호프만이 소유하고 있던 모든 예술품을 그에게 돌려줄 것을 명령했다.

### 참고 문헌
- Bullock, Alan (1992) Hitler and Stalin: Parallel Lives.  New York: Knopf. ISBN 0-394-58601-8
- Bullock, Alan (1962) Hitler: A Study in Tyranny London: Penguin. ISBN 0-14-013564-2
- Evans, Richard J. (2005). 《The Third Reich in Power》. Penguin Books. ISBN 0-14-303790-0.
- Fest, Joachim C. (1970) [1963]. The Face of the Third Reich. Bullock, Michael (trans.) New York: Penguin. ISBN 978-0201407143.
- Fest, Joachim C. (1975) [1973]. Hitler. Winston, Richard and Winston, Clara (trans.) New York: Vantage Press. ISBN 0-394-72023-7
- Joachimsthaler, Anton (1999) [1995]. 《The Last Days of Hitler: The Legends, the Evidence, the Truth》. Bögler, Helmut (trans.). London: Brockhampton Press. ISBN 978-1-86019-902-8.
- Kershaw, Ian (2008). 《Hitler: A Biography》. New York: W. W. Norton & Company. ISBN 978-0-393-06757-6.
- Lilla, Joachim (2004). 《Statisten in Uniform: Die Mitglieder des Reichstags 1933–1945. Ein biographisches Handbuch unter Einbeziehung der völkischen und nationalsozialistischen Reichstagsabgeordneten ab Mai 1924》 [Extras in Uniform: The Members of the Reichstag 1933–1945: A Biographical Handbook: including the Völkisch and National Socialist Deputies from May 1924] (독일어). Dusseldorf, Germany: Droste Verlag. ISBN 978-3-7700-5254-7.
- Rosenbaum, Ron (1998). 《Explaining Hitler》. New York: HarperPerennial. ISBN 0-06-095339-X.
- Spotts, Frederic (2002). 《Hitler and the Power of Aesthetics》. Woodstock, New York: Overkill Press. ISBN 1-58567-345-5.